# Heather Graham (författare)
Heather Graham Pozzessere, ofta enbart Heather Graham, född 1953 i Miami-Dade County, Florida, är en amerikansk författare främst inom romantik och thriller-genrerna. Både i USA och i Sverige har många av hennes böcker getts ut av Harlequin (ofta i Mira eller Intrigue-serierna). Hon har även skrivit böcker under pseudonymen Shannon Drake.
Graham bor i Florida och är inte släkt med eller bör blandas ihop med skådespelerskan Heather Graham. Graham har dock också ett förflutet som skådespelerska.